# نوژتس (شهرستان بیلسک)
نوژتس (به لاتین: Nurzec) یک روستا در لهستان است که در گمینا بوتشکی واقع شده‌است.